# 西陣郵便局

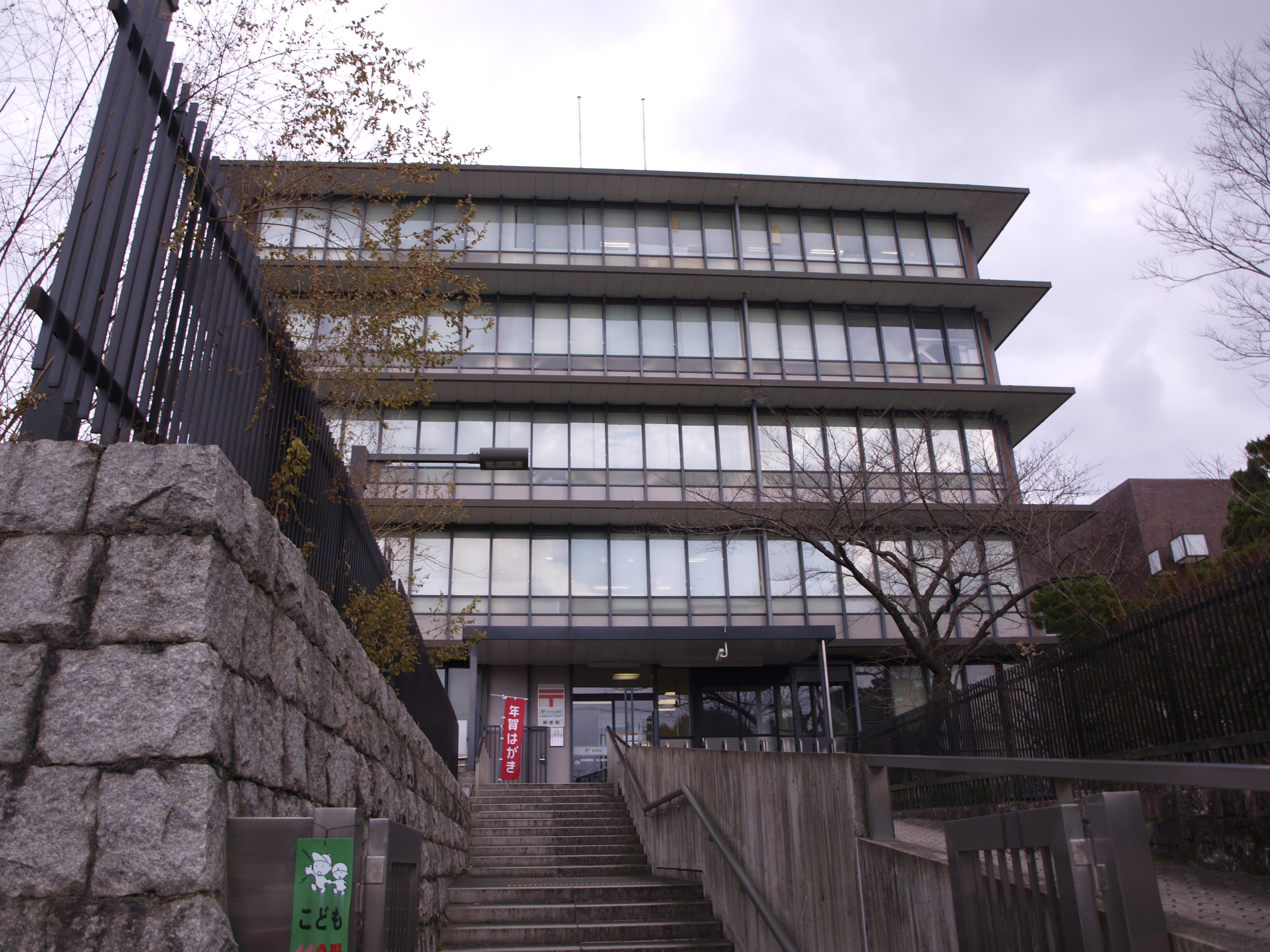
京都かんぽサービスセンターの1階部に置かれていた旧松ヶ崎分室（2013年1月撮影）

西陣郵便局（にしじんゆうびんきょく）は、京都府京都市上京区にある郵便局。民営化前の分類では集配普通郵便局であった。

## 概要
住所：〒602-8799 京都府京都市上京区今出川通浄福寺西入二丁目東上善寺町152番地

### 分室
現在はなし。過去に存在した分室は以下のとおり。
- 貯金局内分室 - 1955年、京都地方貯金局（後の京都貯金事務センター）の上京区への移転と同時に設置された。のちに店舗としては廃止になったが、1986年に局外ATMが設置された際に「44199A」の店番が付加された（現在は撤去されている）。
住所：〒602-0008 京都府京都市上京区岩栖院町59

- 松ヶ崎分室 (44199B) - 2013年（平成25年）3月16日に廃止。
住所：〒606-0965 京都府京都市左京区松ヶ崎横縄手町8（かんぽ生命保険京都サービスセンター内）

## 沿革
- 1885年（明治18年）7月16日 - 元北小路町郵便支局として開設。同年8月1日、今出川支局に改称するとともに為替・貯金の取扱を開始[1]。
- 1886年（明治19年）4月26日 - 京都今出川支局に改称。
- 1892年（明治25年）3月16日 - 京都郵便電信支局となる。
- 1903年（明治36年）4月1日 - 通信官署官制の施行に伴い京都今出川郵便局となる。
- 1906年（明治39年）2月6日 - 京都西陣郵便局に改称。
- 1911年（明治44年）8月1日 - 西陣郵便局に改称。
- 1954年（昭和29年）6月16日 - 電話通話および和文電報受付事務の取扱を開始[2]。
- 1955年（昭和30年）5月26日 - 京都地方貯金局（後の京都貯金事務センター）の上京区への移転に伴い、貯金局内分室を開設。
- 1957年（昭和32年）6月1日 - 国内欧文電報受付および国際電報受付事務の取扱を開始。
- 19xx年 - 貯金局内分室を廃止。
- 1986年（昭和61年）8月6日 - 京都貯金事務センター正門入口横に店外ATMを設置、「44199A」の局番号が付与される。
- 1998年（平成10年）9月1日 - 外国通貨の両替および旅行小切手の売買に関する業務取扱を開始。
- 2003年（平成15年）12月31日 - 京都貯金事務センターの廃止に伴い、同センター設置の局外ATMを撤去。
- 2007年（平成19年）7月30日 - 左京郵便局保険事務センター内分室を西陣郵便局松ヶ崎分室に改称・所属変更(44080A→44199B)[3]。
- 2007年（平成19年）10月1日 - 民営化に伴い、併設された郵便事業西陣支店に一部業務を移管。
- 2012年（平成24年）10月1日 - 日本郵便株式会社の発足に伴い、郵便事業西陣支店を西陣郵便局に統合。
- 2013年（平成25年）3月16日 - 松ヶ崎分室を廃止[4]。

## 取扱内容
- 郵便、印紙、ゆうパック、内容証明
- 貯金、為替、振替、振込、国際送金、外貨両替・トラベラーズチェック、国債、投資信託
- 生命保険、バイク自賠責保険、自動車保険
- 地方公共団体事務（京都市地下鉄バス利用券の交付）
- ゆうちょ銀行ATM
- 京都市上京区内（〒602-xxxx地域）の集配業務
- ゆうゆう窓口

## 周辺
- 北野天満宮
- 大報恩寺（千本釈迦堂）

## アクセス
- 京都市営地下鉄烏丸線 今出川駅もしくは京福電気鉄道北野線 北野白梅町駅から徒歩約18分
- 京都市営バス 「千本今出川」停留所（6・10・46・50・51・55・59・急行101・急行102・201・203・206系統）、もしくは「今出川浄福寺」停留所（51・59・201・203系統）下車
- 名神高速道路 京都南ICから北へ約9km、京都東ICから北西へ約11km
- 京都縦貫自動車道 沓掛ICから北東へ約12.5km
- 阪神高速8号京都線 上鳥羽出入口から北へ約8km
- 駐車場あり：13台